# 刘自椟
刘自椟（1914年12月—2001年），号迟斋，署自读、自犊、自独、嵯峨山民，男，陕西三原人，中国书法家，中国书法家协会原常务理事，陕西省书法家协会原主席。